# Heinrich Wilhelm Eschenburg
Heinrich Wilhelm Eschenburg (* 17. Dezember 1795 in Lübeck; † 15. Dezember 1852 in Travemünde) war ein lutherischer Geistlicher und Politiker.

## Leben
Eschenburg war der Sohn des Lübecker Pastors Bernhard Eschenburg aus dessen erster Ehe mit Maria Margarethe, geb. Nobiling aus Hamburg, die jedoch schon kurz nach seiner Geburt starb. Johann Daniel Eschenburg und Georg Bernhard Eschenburg waren seine Halbbrüder. Ab 1813 studierte er Evangelische Theologie an der Universität Rostock. Während seines Studiums schloss er sich dem Corps Rostochia zu Rostock an.
1818 wurde er Diaconus (Prediger, 2. Pastor) an St. Lorenz in Travemünde, die seinerzeit noch eine Filialkirche der Lübecker Marienkirche war, und 1836 als Nachfolger von Friedrich Joachim Hasse ihr Pastor. Sein Nachfolger wurde 1853 Ludwig Heller, der seit 1836 bereits Prediger an der Kirche gewesen war.
Heinrich Wilhelm Eschenburg war Mitglied der ersten gewählten Lübecker Bürgerschaft 1849/1850.